# Francia–marokkói háború
A francia–marokkói háború Franciaország és Marokkó között zajlott 1844-ben. A háború elsődleges oka Abd el-Káder, az algériai ellenállás vezetőjének Marokkóba való visszavonulása a törzsi támogatói fölött elért francia győzelmek után, Algéria francia meghódításakor.

## Előzmények
Abd el-Káder már 1840-től visszavonulási helyként és toborzási bázisként használta Marokkó északkeleti részét, a franciák által ellene indított katonai műveletek fokozták a határ menti feszültségeket. Franciaország ismételten kérte Abd al-Rahman szultánt, hogy Marokkó ne támogassa Abd el-Kádert, de a szultanátus politikai megosztottsága ezt gyakorlatilag ellehetetlenítette.
A feszültségek 1843-ban tetőztek, amikor a francia haderők mélyen behatoltak Marokkó területére, Abd el-Káder egy csoportnyi támogatóját üldözve. Ezek között voltak a marokkói alawī törzs tagjai is, s ezt a francia hatóságok egy de facto hadüzenetnek tekintették.

## Hadjárat
A háború 1844. augusztus 6-án tört ki, amikor a francia flotta François d'Orléans, Joinville hercegének vezetése alatt a tengerről lőtte Tangert, és augusztus 14-én, az islyi (Uzsda mellett) csatában tetőzött. Egy nagy marokkói sereg, amelyet a szultán fia, Sīdī Mohammed vezetett, vereséget szenvedett a Bugeaud marsall által irányított, kisebb francia királyi haderőtől.
Augusztus 16-án a mogadori ágyúzásban a franciák elfoglalták Szavírát, Marokkó fő kereskedelmi kikötőjét.

## A tangeri szerződés
A háború formálisan szeptember 10-én zárult a Tangeri szerződés aláírásával, amelyben Marokkó beleegyezett, hogy letartóztassa Abd el-Kádert, csökkentse az uzsdai helyőrséget, és létrehoz egy határkijelölő bizottságot. (A határt, amely lényegében Marokkó és Algéria mai határa, a Lalla Maghniai szerződésben rögzítették.)
Abd al-Rahman szultán azáltal, hogy elfogadta ezeket a feltételeket, tulajdonképpen kapitulált Franciaország előtt, káoszba döntve ezzel Marokkót. Az alawī és más törzsek Abd el-Kádert támogatták a szultánnal szemben a hatalomért való harcban.
A szultán és fiai végül visszaszerezték az uralmat az országban, és visszautasították Abd el-Káder felhívását a dzsihádra, rámutatva, hogy támogatásuk nélkül ő nem szent harcos, csak egy lázadó. 1847-ben a szultán seregei hadban álltak Abd el-Káderral, aki az év decemberében megadta magát a francia hadseregnek.

## Fordítás
- Ez a szócikk részben vagy egészben  a   Franco-Moroccan_War című angol Wikipédia-szócikk ezen változatának fordításán alapul.  Az eredeti cikk szerkesztőit annak laptörténete sorolja fel. Ez a jelzés csupán a megfogalmazás eredetét és a szerzői jogokat jelzi, nem szolgál a cikkben szereplő információk forrásmegjelöléseként.